# Трансновогвинейские языки
Трансновогвинейские языки — крупнейшая фила папуасских языков, распространённых на территории Индонезии и Папуа — Новой Гвинеи. Общее число языков — 477.

## Классификация

Трансновогвинейские языки

### Росс
Классификация австралийского лингвиста Малькольма Росса включает элеманскую семью (семь языков).

### Поли и Хаммарстрём (2018)

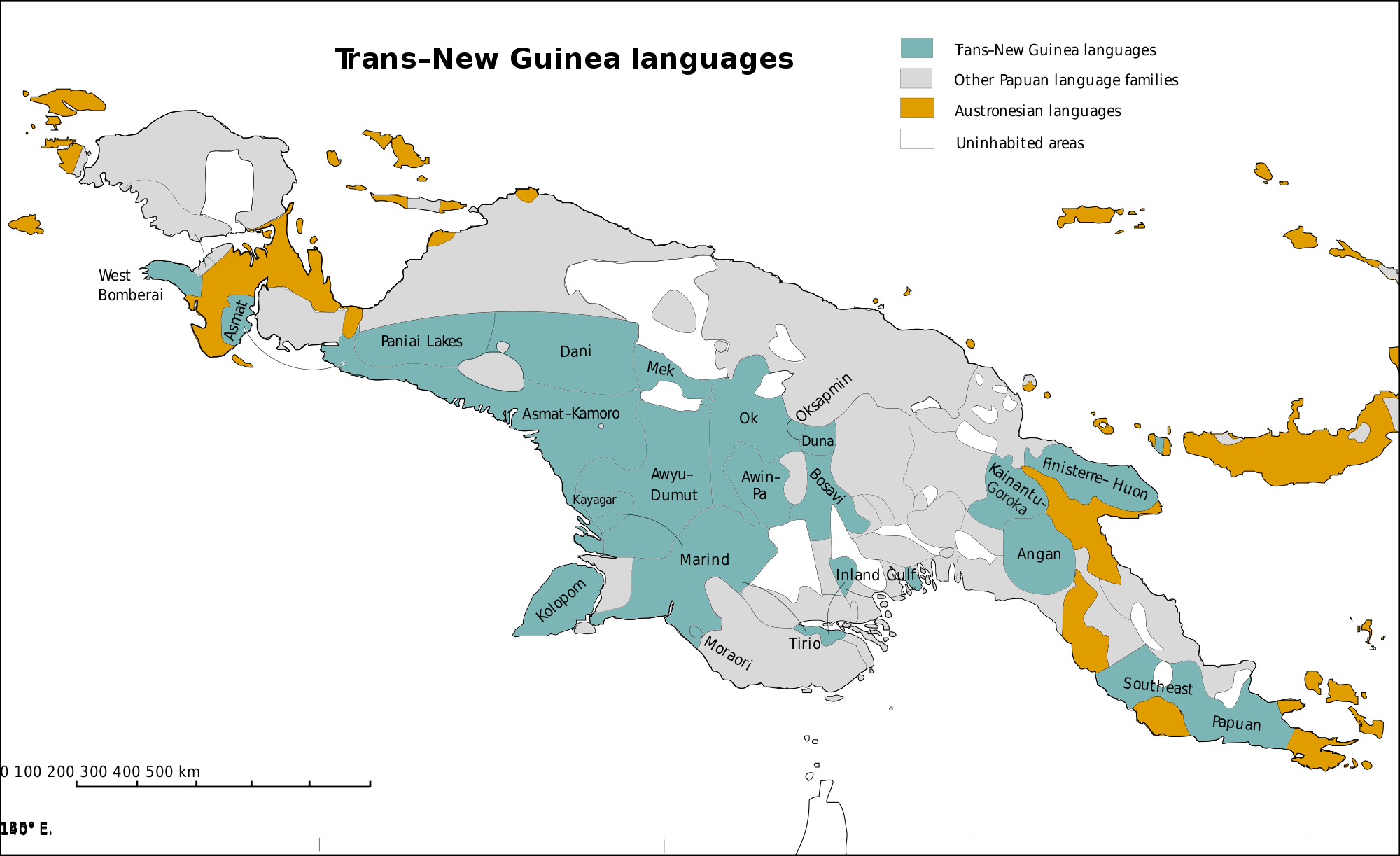
Языки, по которым Поли и Хаммарстрём совпадают во мнениях с Ашером

Лингвисты Эндрю Поли и Харальд Хаммарстрём (2018) приводят 35 подгрупп в составе трансновогвинейских языков.
Трансновогвинейские подгруппы (убедительные доказательства)35 подгрупп, 431 язык
- Мадангские языки[англ.] (107)
- Финистерре-хуонские языки[англ.] (62)
- Кайнату-горокские языки[англ.] (29)
- Окские языки[англ.] (20)
- Анимские языки (17)
- Чимбу-ваги[англ.] (17)
- Авью-думут[англ.] (17)
- Энга-кева-хули[англ.] (14)
- Анганские языки[англ.] (13)
- Дани (13)
- Языки бинандере (13)
- Асмат-каморо (11)
- Дага[англ.] (9)
- Майлуанские языки[англ.] (8)
- Босави (7)
- Коиари[англ.] (7)
- Мек[англ.] (7)
- Восточно-стриклендские языки[англ.] (6)
- Киваи[англ.] (6)
- Гоилала[англ.] (5)
- Паниайские языки[англ.] (Языки озёр Паниаи) (5)
- Яребанские языки[англ.] (5)
- Гогодала-суки[англ.] (4)
- Турама-кикори[англ.] (4)
- Каягарские языки (3)
- Колопом[англ.] (3)
- Кутубуанские языки[англ.] (3)
- Квалеанские языки[англ.] (3)
- Западно-бомберайские языки[англ.] (3)
- Авин-па (2)
- Дуна-богая[англ.] (2)
- Манубар[англ.] (2)
- Сомахаи[англ.] (2)
- Морори (изолят)
- Виру[англ.] (изолят)

Доказательства принадлежности следующих групп и языков к трансновогвинейской семье Поли и Хаммарстрём считают менее убедительными:
- Байоно-авбонские (2)
- Комолом[англ.] (момбум[англ.]) (2)
- Маираси[англ.] (3)
- Пауваси[англ.] (5)
- Паваиан[англ.] (изолят)
- Демта-сентани[англ.] (4)
- Южночендравасихские языки[англ.] (12)
- Сумури[англ.] (изолят)
- Теберан[англ.] (2)
- Тимор-алор-пантарские языки[англ.] (20+)
- Ухунхуни[англ.] (Дамал[англ.]) (изолят)

Группы и языки, которые иногда относят к трансновогвинейским языкам, но которые Поли и Хаммарстрём считают точно не относящимися к этой семье:
- Дем[англ.] (изолят)
- Элеманские (5)
- Каки-аэ[англ.] (изолят)
- Камула[англ.] (изолят)
- Кауре[англ.] (2)
- Мор[англ.] (изолят)
- Кибири (изолят)
- Пурари[англ.] (изолят)